# Haute-contre
Il termine haute-contre fu usato nell'epoca barocca in Francia per designare la più acuta delle quattro tipologie vocali del canto maschile allora in uso, le altre essendo quelle della (haute-)taille ("tenore baritonale"), della basse-taille ("basso-cantante"/"baritono") e della basse-contre ("basso"/"basso profondo").

## Caratteristiche vocali e artistiche
La tipologia vocale della haute-contre, ragguagliabile, pur nelle differenze storiche, a quella del tenore contraltino che si sarebbe brevemente affermata nella vocalità italiana all'inizio del diciannovesimo secolo, era caratterizzata da un'estensione verso l'alto non molto maggiore di quella di una taille, e che arrivava al massimo, tenuto conto che l'altezza del diapason era allora in Francia inferiore di quasi un intero tono rispetto a quella attuale, al si3 (e solo eccezionalmente al do4), ma soprattutto dalla capacità di sostenere tessiture acutissime, con voce molto chiara, ma intensa, e con le note più acute emesse sistematicamente in "un registro misto" di voce di petto e di voce di testa, che è stato altrimenti chiamato in Italia, falsettone. Date le caratteristiche della scuola operistica francese, la vocalità della haute-contre fu sempre portata più alla declamazione enfatica (partendo da Lully fino a giungere al Gluck della riforma), che non alla coloratura di stampo italiano, anche se, per la verità, "Rameau … attribuì in genere molto valore agli ornamenti (che la scuola vocale francese del Settecento chiamava anche 'notes de goût'), precisando tuttavia che la base di una buona esecuzione degli ornamenti era il sentimento", affermazione questa che appare peraltro sostanzialmente sovrapponibile agli stilemi del belcanto italiano. Pur essendo chiaramente delineato come registro autonomo rispetto all'altro registro tenorile minore, della taille, un certo margine di sovrapposizione tra le due tipologie rimase sempre. Louis Gaulard Dumesny, ad esempio, che fu il principale esecutore delle opere più tarde di Lully, debuttò all'Opéra come haute-taille nel 1677 e si esibì come tale fino al 1680, quando venne promosso "prima haute-contre" dell'Académie Royale de Musique al posto di Bernard Clédière; Poussin, egualmente, veniva definito haute-taille, ma il ruolo di Pilade da lui creato, nel 1705, nell'Iphigénie en Tauride di Desmarest e Campra, sarebbe in seguito diventato appannaggio esclusivo delle maggiori hautes-contre del secolo. Jean-Baptiste Guignard, comunemente noto come "Clairval", facendo il percorso contrario rispetto a quello di Dumesny, iniziò la sua carriera all' Opéra-Comique come haute-contre, per poi ben presto trasformarsi in taille, talora definita addirittura "profonda"; il vice e poi sostituto di Joseph Legros, Étienne Lainez, l'ultimo dei primi tenori dell'Opéra ad essere ancora definito comunemente "haute-contre", sembra più un tenore baritonale che non un tenore acuto della vecchia scuola, e, comunque, è stato rilevato che, di norma, i tenori baritonali "italiani del XVIII secolo erano capaci di cantare nella stessa estensione delle hautes-contre", anche se erano chiamati a toccare solo di sfuggita quelle note più acute (ordinariamente il sol e il la3) che invece dovevano talvolta essere tenute a lungo nel melodramma francese.
Nella musica corale barocca a quattro voci, tenuto conto della supposta assenza del timbro contraltile nella vocalità francese, il registro di haute-contre si vide assegnare la seconda parte più acuta, subito al di sopra di quella della taille e immediatamente inferiore all'unica parte femminile, costituita dai dessus (soprani). Nell'ambito della musica corale, peraltro, l'estensione del registro di haute-contre si mantenne in genere più limitata che non nelle parti solistiche.
Oltre al repertorio operistico per haute-contre a cui faranno riferimento i paragrafi successivi, ne esiste anche un altro, abbastanza ampio, formato dalle airs de cour e dalle cantate solistiche francesi del periodo barocco.

## Storia
Il termine haute-contre ha origine nella terminologia della musica polifonica ed è affine, etimologicamente, ai termini di “contralto” e “controtenore”, anche se questi ultimi si riferiscono a fenomeni vocali completamente diversi. La parola entrò in uso, nel significato cui fa riferimento la presente voce, nel secolo diciassettesimo con la creazione di una scuola nazionale di opera lirica in Francia. L'insofferenza per le voci dei castrati nel teatro musicale, che caratterizzò in modo sistematico e generalizzato, allora e in seguito, i gusti musicali francesi, impose la necessità di ricercare un timbro vocale differente al quale affidare le parti di giovane amatore che l'opera italiana considerava appannaggio dei castrati (o comunque delle voci bianche).

### Lully e gli esordi

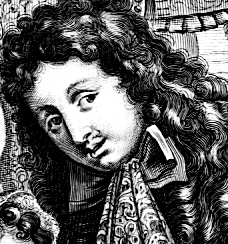
Ritratto di Marc-Antoine Charpentier (Pierre Landry, 1682)

Tale timbro fu individuato dal fondatore massimo dell'opera francese, Jean-Baptiste Lully, nella voce della haute-contre, che, utilizzata nelle parti di contorno delle prime opere di Robert Cambert e dello stesso Lully, divenne, con Admeto nell'Alceste del 1674, la titolare, praticamente esclusiva, dei ruoli da «attor giovine». Il carattere inevitabilmente stilizzato di un timbro vocale portato verso le zone estreme della possibile estensione della voce maschile, ben si confaceva con gli stilemi dell'estetica barocca e poteva riecheggiare, sotto qualche aspetto, con il suo colore chiaro e per l'emissione in falsettone delle note acute, il contraltista castrato dell'opera italiana. Fin dalla stessa Alceste, comunque, la voce della haute-contre continuò ad essere utilizzata anche in ruoli di contorno, nonché, così come le altre voci maschili, in travesti. Ciò soprattutto dove si trattasse di mettere in evidenza il carattere soprannaturale, luciferino, o grottesco dei personaggi rappresentati, dalla lunga sequenza di erinni (nell'Alceste è il caso di Aletto), parche, maghe, fate, dee, fino a culminare, alla metà del Settecento, nel ruolo bouffon del titolo, nella comédie-lyrique, Platée, di Rameau.
Il compito di lanciare il nuovo modello vocale della haute-contre spettò ai due primi tenori dell'Académie Royale de Musique, Clédière e Dumesny che si succedettero nell'incarico nell'epoca di Lully. Durante lo stesso periodo ebbe modo di esibirsi come haute-contre, al di fuori dell'Académie, anche il grande musicista, Marc-Antoine Charpentier. A Dumesny, ritiratosi nel 1700, fecero seguito, per breve tempo Pierre Chopelet, e poi, fino al 1718, Jacques Cochereau, i quali interpretarono le opere dei principali musicisti allora attivi sulla scena dell'Opéra, dal grande violista da gamba Marin Marais, al fondatore dell'opéra-ballet, André Campra, da André Cardinal Destouches a Thomas-Louis Bourgeois, lui stesso haute-contre, esibitosi anche sui palcoscenici dell'Académie.

### Rameau e l'affermazione del mito dellahaute-contre
Dopo l'intervallo relativamente breve di Louis Muraire (1719-1727), ritiratosi prematuramente dalla carriera per malattia, il ruolo di prima haute-contre dell'Opéra fu assunto da Denis-François Tribou, il quale aveva già debuttato, con enorme successo, nel 1721, in una ripresa del Phaéton di Lully. Con Tribou arrivò a maturazione il mito della haute-contre e si iniziò l'epoca d'oro di questo timbro vocale, che sarebbe durata per oltre mezzo secolo. Tribou "fu ancora per molti aspetti un esponente della scuola lullista e quindi un «modèle de la déclamation lyrique dans le grand cothurne», come lo definiva il «Mercure de France» nel marzo del 1737". In effetti pur avendo partecipato a diverse prime di opere di Jean-Philippe Rameau, Tribou si distinse soprattutto nella riproposizione al pubblico settecentesco del repertorio lulliano. I tempi però stavano cambiando e Rameau stava introducendo sul palcoscenico dell'opera un nuovo stile musicale, meno basato sulla declamazione e più sul canto: "A me occorrono dei cantanti – si dice abbia avuto modo di affermare - ed a Lully degli attori". A tali nuovi stilemi Tribou rimase sempre sostanzialmente estraneo, al punto da lasciare, nel 1739, la sua posizione di prima haute-contre dell'Opéra a colui che non si poteva già più definire soltanto un astro nascente, e che impose definitivamente in Francia, un secolo prima che nel resto di Europa, il mito della voce di tenore, Pierre de Jélyotte.

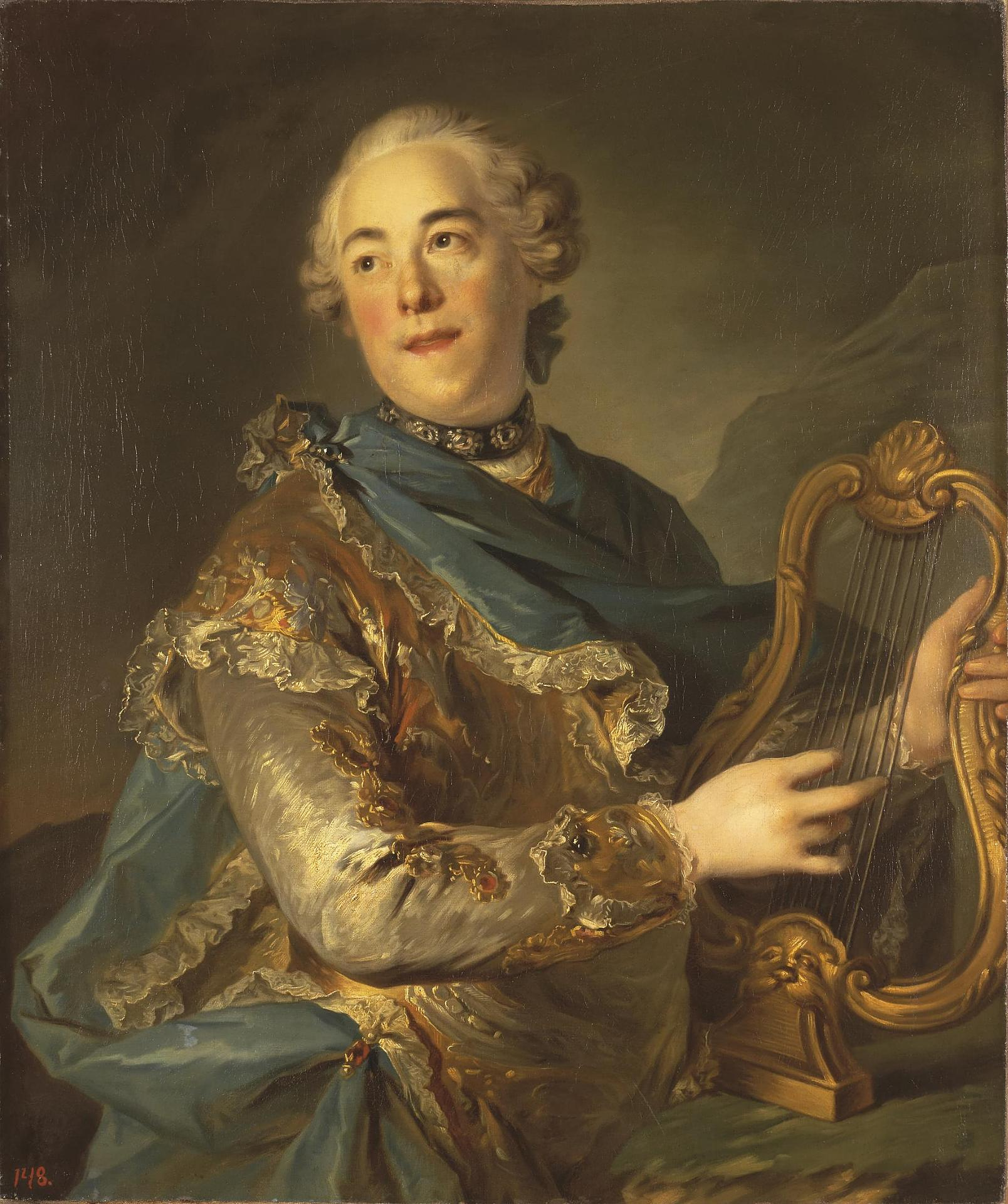
Ritratto di Pierre de Jélyotte
(Louis Tocqué, olio su tela, 1750 ca.)
Museo dell'Hermitage - San Pietroburgo

«Jelyotte aveva, secondo i contemporanei, una voce piena, estesa, argentina e, secondo Rousseau (Dictionnaire de la musique), notoriamente ammiratore dello stile italiano, era l'unico esecutore francese insieme alla Fel, a conoscere alla perfezione il canto fiorito». Per lui Rameau scrisse in tessiture piuttosto alte, ma egli non fu probabilmente il tenore più acuto della sua stagione: nel singolare duetto tra hautes-contre presente in La princesse de Navarre del 1745, la parte più acuta, che toccava il re4 (o, tenendo conto della differenza di diapason, il do4), fu attribuita al nuovo acquisto dell'Opéra e aggiunto di Jélyotte, François Poirier, mentre Jélyotte stesso eseguiva quella più bassa (fino al do4 o, in termini contemporanei, si3). Anche l'altro secondo tenore de l'Académie, Jean-Paul Spesoller detto La Tour (o Latour o Delatour), aveva capacità vocali tutt'altro che trascurabili: dopo che Jélyotte ebbe creato il ruolo in travesti del titolo, nella Platée del 1745 a Versailles (non ripetendolo poi più successivamente), il La Tour si assunse, quattro anni dopo, l'onere esclusivo di portare l'opera davanti al grande pubblico, replicandola poi ripetutamente nel corso degli anni cinquanta. Secondo Rodolfo Celletti, la parte di Platée eseguita dal La Tour è quella dalla tessitura più acuta mai scritta da Rameau per haute-contre ed arriva anch'essa, in termini di diapason moderno, al do4. Né furono, Poirier e La Tour, i soli emuli del grande Jélyotte nella splendida stagione di metà Settecento: accanto a loro (ed anzi cronologicamente precedente) si distinse all'Opéra anche Jean-Antoine Bérard, il quale, probabilmente mal sopportando la sovrabbondanza di tenori all'Académie, si ritirò nel 1745 addirittura prima di aver maturato il diritto alla pensione, mentre Marc-François Bêche ebbe modo di farsi apprezzare limitatamente all'ambiente della corte.
Musicista versatile, compositore occasionale, persona di notevole statura umana, Jélyotte iniziò fin dal 1751 a mostrarsi insofferente per i suoi molteplici impegni sia all'Opéra che alla Corte, ma la sua enorme popolarità gli impedì di lasciare la prima fino al 1755, e la Corte addirittura fino al 1765, quando ottenne finalmente il permesso di ritirarsi nel suo villaggio natale non lontano da Pau.

### L'opéra-comique
Al di là del repertorio coturnato dell'Académie Royale de Musique, «anche l'Opéra-comique affidò le parti di amoroso all'haute-contre, la cui carica di sentimentalità si manifestò con il genere larmoyant». Nessuno dei cantori dell'Opéra-comique seppe però destare entusiasmi paragonabili a quelli originati da figure come Jélyotte o Legros, e la haute-contre più popolare e famosa di questo repertorio può essere alla fine considerato Antoine Trial, il quale si specializzò nei ruoli da tenore comico, in particolare servi sciocchi, dando origine ad una vera e propria tipologia vocale, il cosiddetto "«tenore Trial», che ancor oggi designa, in Francia, taluni cantanti".
Non vi fu neanche mai una situazione di permeabilità e di scambio tra gli artisti dell'Opéra e quelli dell'ambiente dell'opera comica: tra i maggiori, soltanto il già nominato Jean-Antoine Bérard, dopo essere stato protestato dall'Académie al suo debutto nel 1733, si trasferì per qualche anno, con buon successo, alla Comédie Italienne, finché, nel 1736, fu richiamato dalla stessa Académie per fungere da terzo tenore dopo Tribou e Jélyotte. Dopo aver abbandonato la scena nel 1745, quando la schiera dei rincalzi era diventata troppo affollata per le assunzioni di La Tour, prima, e di Poirier, poi, Bérard sarebbe in seguito divenuto famoso come maestro di canto e autore di un trattato sull'arte del canto, dedicato a Madame de Pompadour, che è stato ripubblicato in epoca moderna, ed avrebbe terminato la sua carriera come primo violoncello alla Comédie Italienne dopo la fusione di questa con l'Opéra-comique nel 1762.
In linea generale si può comunque rilevare che la scrittura vocale riservata alle hautes-contre dell'Opéra-comique «fu molto meno ardua, come tessiture e come apparato melismatico, di quella dei tenori italiani d'opera seria, e anche meno complessa di quella de[le] hautes-contres di Rameau», mentre fu in genere più impegnativa di quella dei contemporanei tenori italiani di opera buffa.

### Gluck e Piccinni: il mito continua
Quando Jélyotte riuscì finalmente a liberarsi dagli impegni parigini, aveva già esordito all'Opéra, in una ripresa del Titon et l'Aurore di Mondonville, nel 1764, Joseph Legros, destinato a perpetuare fino agli anni ottanta, dopo le brevi parentesi di Poirier e di Jean-Pierre Pillot, il mito della haute-contre.

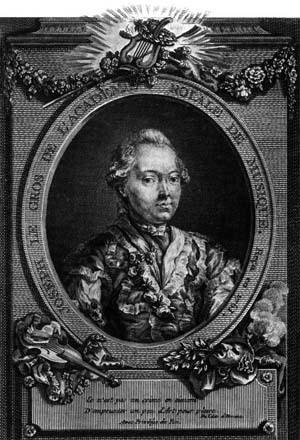
Ritratto di Joseph Le Gros (XVIII secolo)

Legros (o Le Gros), dopo essersi formato come voce bianca nel coro della cattedrale di Laon, sviluppò una voce potente e dolcissima, capace di trovarsi a suo agio in tessiture perfino più acute di quelle dei tempi aurei di Jélyotte e di padroneggiare altrettanto bene il canto di coloratura all'italiana, cosa che gli tornò assai utile nella nuova stagione dell'opera francese che, dopo la Querelle des Bouffons degli anni cinquanta, iniziò ad aprirsi alle esperienze internazionali, da Gluck a Piccinni, da Johann Christian Bach ad altri grandi italiani, come Sacchini e, successivamente, Salieri. Dopo aver approfittato della lezione di Gluck per dare maggiore vitalità ed ardore al suo canto, che prima lasciava piuttosto a desiderare sul piano delle capacità interpretative, Legros si trovò poi a suo perfetto agio nell'esecuzione delle opere degli uni e degli altri, mettendo d'accordo anche gli opposti partiti (gluckisti, piccinnisti, sacchinisti) che allora animavano la scena teatrale parigina. Legros concluse la sua carriera, anche a causa dell'obesità che ne intralciava la recitazione sul palcoscenico, nel 1783, dopo aver da ultimo creato la figura del protagonista nel Renaud, opera di esordio di Sacchini nel tempio dell'Académie Royale.
A Legros succedette nella posizione di prima haute-contre o di primo tenore dell'Opéra, il suo vice Étienne Lainez (o Lainé), che sarebbe rimasto al suo posto, senza peraltro più destare gli entusiasmi di un tempo, per quasi un trentennio. È dubbio però se nel suo caso (come in quello di Louis Nourrit che lo avrebbe seguito) si possa ancora legittimamente parlare di haute-contre, sia per la tessitura che sembra spesso più da baritenore che non da tenore acuto, sia per la temperie storica che era indubbiamente mutata rispetto a quella aurea dei primi sessant'anni del Settecento. L'astronomo e viaggiatore francese amante dell'opera Joseph-Jérôme Lefrançois de Lalande, dopo aver premesso che la voce di Jélyotte era stata molto apprezzata ai suoi tempi per la potenza del suo registro acuto (e non era quindi assimilabile, in termini moderni, a quella di un 'tenore leggero'), ebbe già modo di notare, negli ultimi anni del settecento, come "tutti quelli che sono succeduti a Legros hanno dovuto urlare per arrivare ai toni di una haute-contre, eccettuato Rousseau: lui però era in possesso di un volume di voce molto modesto". Jean-Joseph Rousseau, che fu affiancato a Lainez come primo tenore dell'Opéra fino alla sua morte prematura avvenuta nel 1800, fu però probabilmente l'ultimo dei cantori settecenteschi dell'Académie Royale de Musique a potersi fregiare a buon diritto dell'appellativo di haute-contre.

### Epilogo

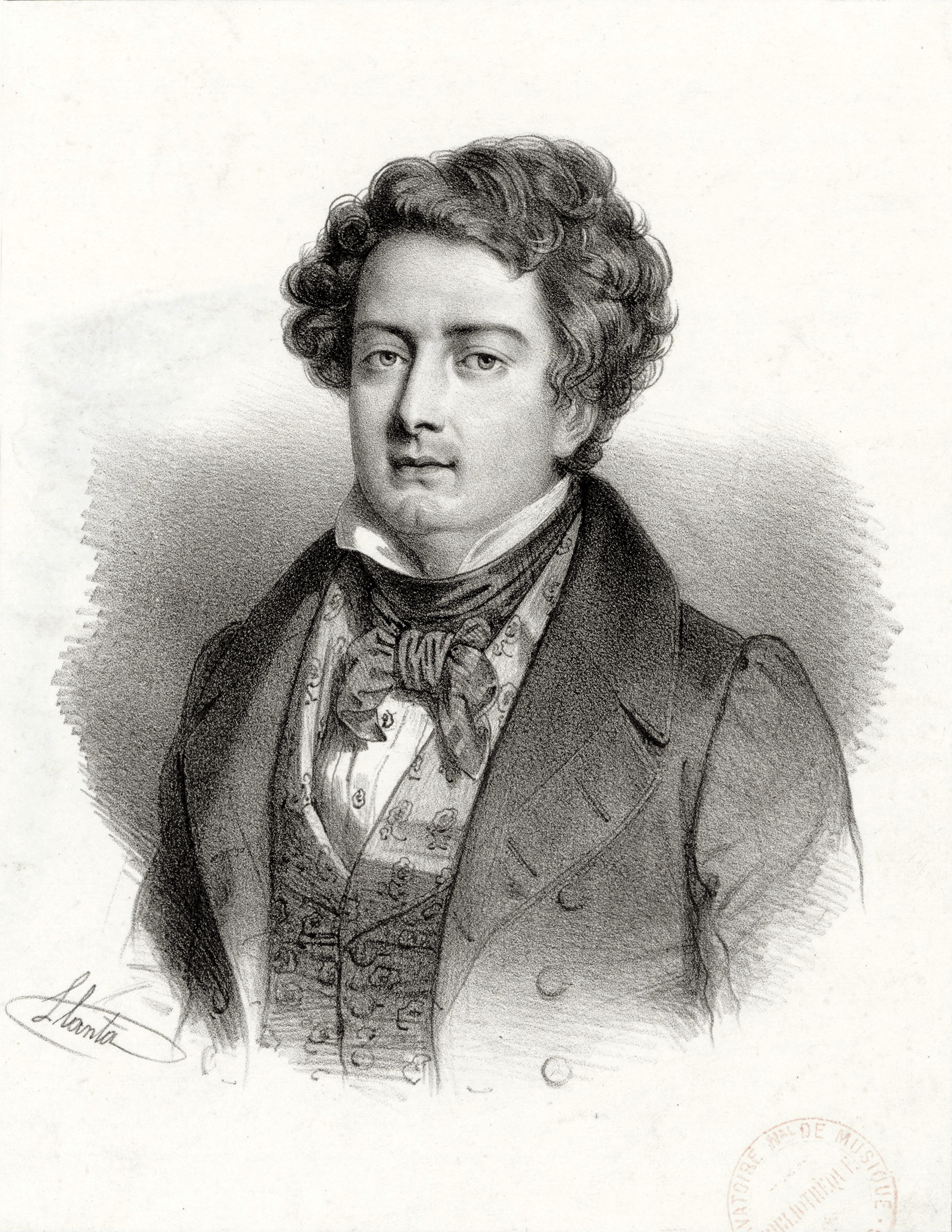
Ritratto di Adolphe Nourrit (XIX secolo)

La tipologia vocale della haute-contre trovò infine il suo canto del cigno con l'avvento sui palcoscenici dell'Opéra del figlio di Louis Nourrit, Adolphe e con la confluenza, nella sua figura, della tradizione del tenore acuto francese e di quella del tenore contraltino italiano recentemente evocata da Rossini per rimpiazzare le voci dei castrati, ormai praticamente usciti dai palcoscenici. «Nourrit incarnava la tradizione dell'haute-contre, l'amoroso per antonomasia dell'opera francese … Come tutti gli hautes-contre aveva una voce chiara, molto estesa in alto e portata quindi alle tessiture elevate, anche se meno stratosferiche di quelle che poteva affrontare Giovanni David. Dopo il sol3, Nourrit usava con grande perizia il falsettone e con questo tipo di fonazione eseguì tutte le pagine e le frasi del Guglielmo Tell che noi oggi siamo assuefatti ad udire da tenori che cantano con piglio eroico e voce stentorea, emettendo tutti gli acuti ‹ di petto ›, compreso il do4. Attenendosi alla prassi dell'Opéra di Parigi e alle tradizioni dell'haute-contre di genere serio, Rossini attenuò decisamente, nelle parti scritte per Nourrit, il canto fiorito e d'agilità».Per lui Rossini scrisse i ruoli tenorili protagonistici di tutte le sue opere francesi, e per quindici anni Nourrit fu uno dei protagonisti della vita musicale e culturale di Parigi, primeggiando nelle creazioni di Meyerbeer (Roberto il diavolo e Gli ugonotti), Auber (La muta di Portici), Halévy (L'ebrea) e Niedermeyer (Stradella).
Sia lui che il suo mentore Rossini, tuttavia, appartenevano ormai ad una tradizione e ad un gusto musicale in via di superamento, e, mentre l'italiano, al culmine di una fama europea incontrastata, interruppe, del tutto inopinatamente, la propria produzione musicale operistica, Nourrit cercò di mantenersi sulla breccia, senza però riuscire ad adeguare il suo stile di canto ai nuovi stilemi del tenore romantico di forza, che il suo compatriota Gilbert-Louis Duprez aveva maturati in Italia alla scuola di Giovanni Battista Rubini e di Domenico Donzelli. Anzi, quando Duprez si ripresentò sulle scene parigine nel 1837 con i galloni di primo tenore aggiunto dell'Opéra, superando completamente l'emissione in falsettone fino al do4 e presentando un nuovo stile vocale realistico basato, oltre che sulla potenza dell'emissione, sull'accento deciso, sul fraseggio vibrante e sulla recitazione appassionata, e si esibì in una trionfale esecuzione del Guglielmo Tell, per Nourrit, elegante e delicato interprete del passato, non poté più esservi partita. Egli abbandonò Parigi e, già in preda ad una grave forma di depressione e ad una vera e propria mania di persecuzione, volle cercare in Italia la propria rinascita, riprendendo lo studio del canto con Donizetti, peraltro con risultati disastrosi. Quando la prima della nuova opera che Donizetti stava componendo per lui, il Poliuto, fu vietata dalla censura borbonica, Nourrit non seppe vincere lo sconforto, prese ad interpretare come segno di scherno perfino gli applausi che il pubblico napoletano continuava generosamente a tributargli, e si diede alfine la morte gettandosi da una finestra d'albergo. La secolare epopea delle hautes-contre e la breve stagione del tenore contraltino erano finite ed iniziava la vicenda del tenore romantico moderno, lirico o drammatico, elegiaco o stentoreo, robusto o di grazia, comunque lo si sarebbe in seguito classificato.

## Hautes-contrecelebri
- François Anthoine
- Marc-François Bêche
- Jean-Antoine Bérard (o Jean-Baptiste)
- Thomas-Louis Bourgeois
- Antoine Boutelou
- Jean Boutelou
- Marin Boutelou
- Marc-Antoine Charpentier
- Pierre Chopelet
- Bernard Clédière
- Clairval nome d'arte di Jean-Baptiste Guignard (limitatamente alla prima fase della sua carriera)
- Jacques Cochereau
- Louis Gaulard Dumesny (o Duménil, o Dumesnil, o Dumény, o Du Mesny, o Du Mény)
- Jean Elleviou (che aveva tuttavia esordito come basse-taille)
- Pierre de Jélyotte
- Jean-Paul Spesoller detto La Tour (o Latour o Delatour)
- Joseph Legros
- Louis Michu
- Louis Muraire (o Murayre)
- Adolphe Nourrit
- Jean-Pierre Pillot
- François Poirier
- Jean-Joseph Rousseau
- Antoine Trial
- Denis-François Tribou

### Fontion line
- (FR) «Le magazine de l'opéra baroque», su pagesperso-orange.fr.
- Gherardo Casaglia, Almanacco, «Amadeusonline»